# Can Llanes
Can Llanes és una fàbrica de Manlleu (Osona), inclosa a l'Inventari del Patrimoni Arquitectònic de Catalunya.

## Descripció
Conserva la tradicional tipologia de les indústries del segle xix, però molt transformada per les posteriors naus afegides a l'original. Aquestes són construïdes amb totxos o còdols de riu (en els panys de la primitiva construcció i part de la nova).

## Història
Can Llanes és una de les fàbriques que s'instal·là al costat del riu ter a finals del segle xix, quan es consolidà l'irreversible procés industrial iniciat al segle xviii i que, malgrat les transformacions, ha arribat encara a avui com una indústria tèxtil.